# Феска

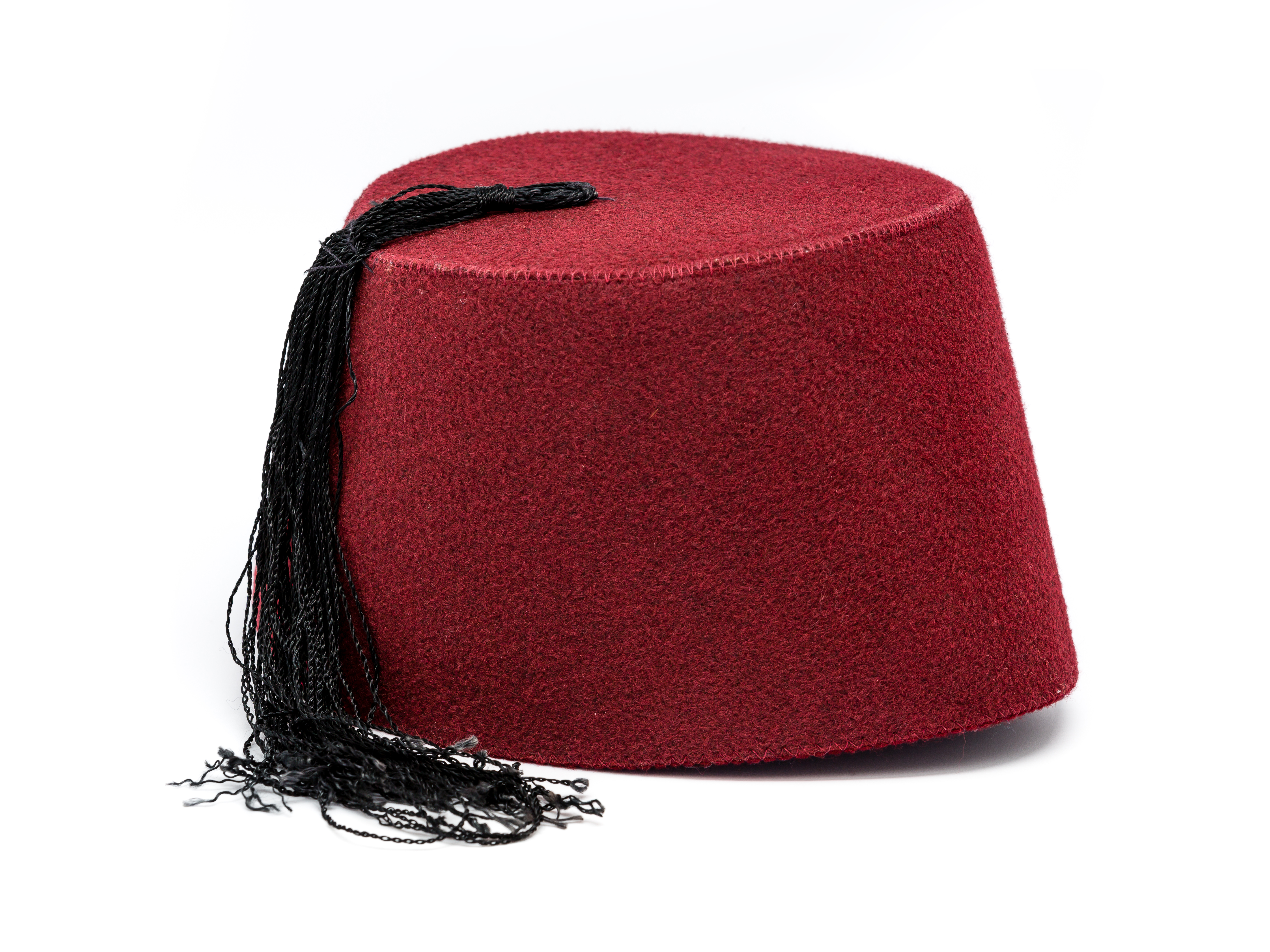
Феска

Фе́ска або фез, рідко фес, заст. феса — головний убір у Османській імперії, країнах Північної Африки тощо; являє собою вовняний найчастіше червоний (подеколи бордовий, коричневий, чорний тощо) ковпак з чорною (темною) шовковою зі сріблом або золотом перевитою китицею.

## Історія

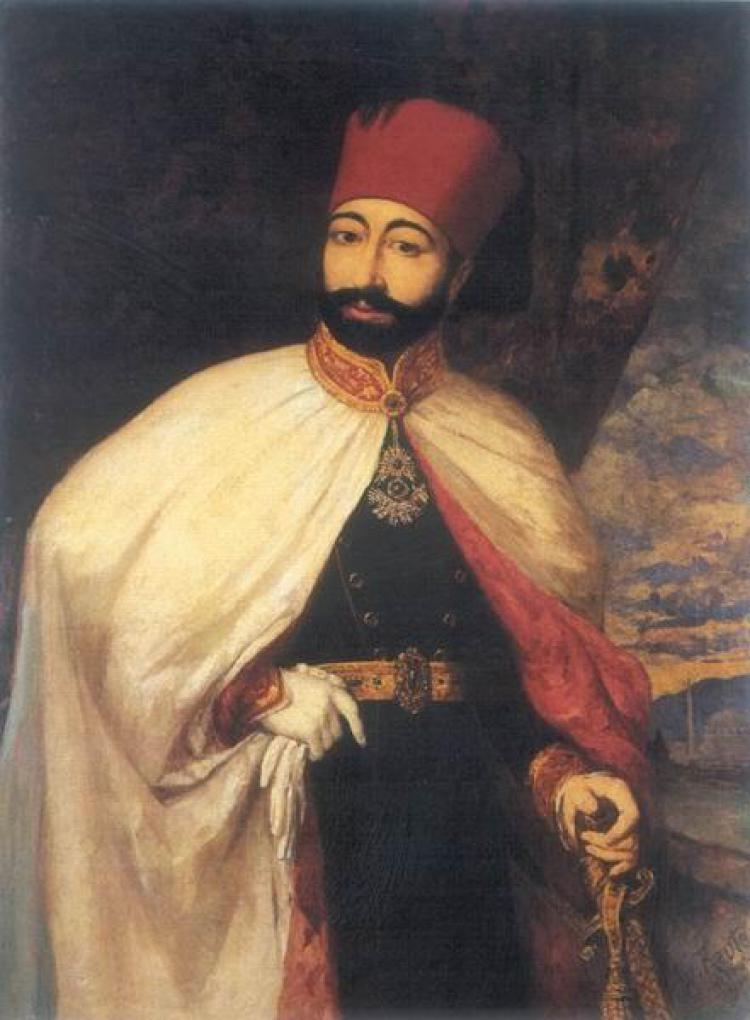
Махмуд II

Феска має первинне візантійське походження і довгий час іменувалася «ромейською шапкою». Коли османський султан Махмуд II вирішив започаткувати реформи, що мали б надати його імперії європейське обличчя, він спочатку спробував замінити традиційні мусульманські тюрбани субарами, але вони виявилися не надто практичними, тож зрештою в 1828 році вибір був зроблений на користь фески).
Назва феска або фес походить від міста Фес у Марокко, де виготовлялися і фарбувалися у червоний колір подібні головні убори (до XIX століття — винятково в цьому місті).
Феска насамперед стала форменим головним убором для османських чиновників і солдатів. Інші османські піддані спочатку сприйняли насторожено. Але зрештою вона стала популярною не лише у провінцях його величезної імперії, а й в інших суннітських країнах — адже для їхніх мешканців султан був халіфом. Сприяли цьому й діячі арабського відродження — Нахди — які прийняли й до того знайомих їм тарбуш майже без застережень, і лідери пантюркістського руху, зокрема й на теренах Російської імперії.

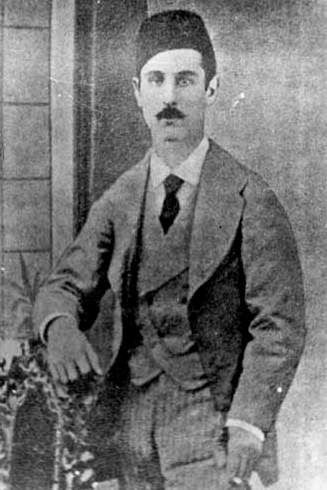
Гаспринський у фесці

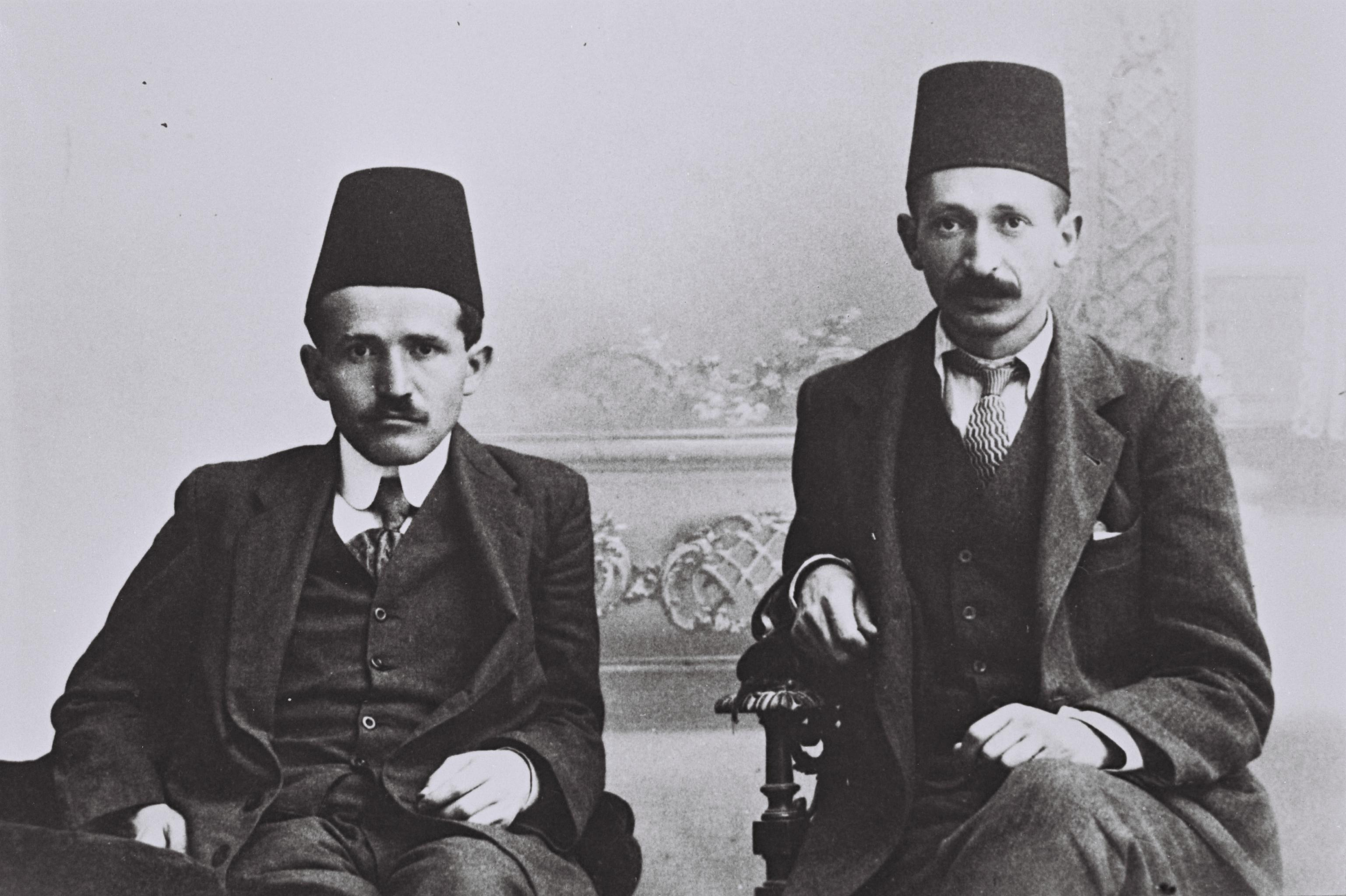
Давід Бен-Гуріон і Іцхак Бен-Цві в часи навчання

Мода на європейський одяг, що почала поширюватися за правління того ж Махмуда II (1808—39), не зачепила популярності носіння фески, оскільки вона ідеально відповідала ритуалу мусульманських молитовних поклонів, на відміну від капелюхів з полями та інших головних уборів.
Згодом феска увійшла до амуніції європейських військових підрозділів, що формувалися з вихідців із мусульманських країн, а потім фактично перетворилася на символ цілого мусульманського світу, як це раніше сталося із тюрбаном. Втім, феску носили не лише мусульмани, а й інші османські піддані, зокрема й євреї, що мешкали на теренах імперії. Натомість Мустафа Кемаль вважав феску символом відсталості і загумінковості Сходу, тож з 1926 року носіння фески в Туреччині було заборонене. Відтоді феска не є частиною турецького чоловічого одягу.
В Королівстві Італія мода на фески чорного кольору набула поширення в часи фашизму в 1920—1940-х роках, ставши одним із символів цього руху. У Єгипті та Тунісі феска у побуті збереглася до 1950-х років (подеколи зберігається і дотепер).
Фески носили також кримські татари.